# Claudia Schmied

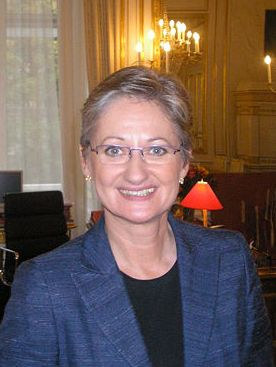
Claudia Schmied in ihrem Büro im Bildungsministerium (2007)

Claudia Schmied (* 10. Mai 1959 in Wien) ist eine österreichische Politikerin der SPÖ. Sie war Ministerin für Unterricht, Kunst und Kultur von 2007 bis 2013 in der Bundesregierung Gusenbauer und der Bundesregierung Faymann I.

## Leben
Ihr Vater, ein engagierter Sozialdemokrat, war Bereichsleiter für Finanzen in der OMV, die Mutter Schneiderin. Claudia Schmied ist ledig.
Nach dem Studium der Wirtschaftswissenschaften an der Wirtschaftsuniversität Wien, das sie 1983 mit Promotion zum Doktor abschloss, wurde sie 1983 Kundenbetreuerin in der Investkredit Bank AG. 1989 wurde sie stellvertretende Leiterin der Abteilung Wirtschaftspolitik, 1995 Leiterin der Abteilung Unternehmensfinanzierungen. Im Jahr 1997 wurde sie als wirtschaftspolitische Beraterin unter Minister Rudolf Edlinger in das Finanzministerium berufen. 1999 wurde sie Abteilungsleiterin für Unternehmensfinanzierung bei der Investkredit.
Seit Juli 2004 war sie Vorstandsmitglied der Kommunalkredit Austria AG, die am 3. November 2008 notverstaatlicht werden musste. Schmied war zuständig für Finanzierungen, Umweltförderung, Informationstechnologie und TrendMind. Gegen Schmied und 18 weitere ehemalige Manager der Kommunalkredit wurden von der Wirtschafts- und Korruptionsstaatsanwaltschaft (WKStA) Ermittlungen wegen Untreue und Amtsmissbrauch eingeleitet. Im April 2013 gab die Staatsanwaltschaft bekannt, dass die Ermittlungen abgeschlossen seien und gegenüber 14 Personen, darunter Schmied, eingestellt wurden. Die verbliebenen vier Personen, gegen die Anklage erhoben wurde,  wurden 2016 rechtskräftig freigesprochen.
Die Kunstliebhaberin war 1998/99 Vertreterin des Finanzministeriums im Kuratorium der Salzburger Festspiele und hatte von 1999 bis 2004 einen Sitz im Aufsichtsrat der Theaterservicegesellschaft „ART for ART“. Von Jänner 2005 bis Juni 2006 war sie Vorstandsmitglied der Wiener Symphoniker. Die Vorsitzende des „Vereins für Gesellschafts- und Wirtschaftswissenschaft“ (im „Bund Sozialdemokratischer Akademikerinnen und Akademiker, Intellektueller, Künstlerinnen und Künstler“) beschäftigte sich als Kulturministerin beruflich intensiv mit dem Thema des Kultursponsorings.
Am 11. Jänner 2007 wurde sie in der Bundesregierung Gusenbauer erstmals zur Ministerin für Unterricht, Kunst und Kultur ernannt. Seit 2. Dezember 2008 gehörte sie in derselben Funktion der Bundesregierung Faymann I an. Schmied wurde rasch zum Zentrum heftiger Konflikte. Sie scheiterte beim Versuch, die Lehrverpflichtung zu erhöhen, am energischen Widerstand der Lehrergewerkschaften. Als dezidierte Befürworterin der Gesamtschule lieferte sie sich häufige Auseinandersetzungen mit der AHS-Lehrergewerkschaft.
Als Kompromiss wurde eine flächendeckende Umwandlung der Hauptschule in die Neue Mittelschule (NMS) beschlossen. Die neue Schulform sollte die frühe Weichenstellung im Bildungsweg mit 10 aufheben. Damit soll der klassische Pflichtschulbildungsweg Volksschule – Hauptschule – Polytechnische Schule – Lehre, oder aber weiterführender Schulbesuch, durchbrochen werden. Zugleich sollte sie auch eine Harmonisierung mit ausländischen Bildungssystemen im Kontext der Lissabon-Strategie und der Kohäsions- und Freizügigkeitsanliegen in der EU herbeiführen. Während Schmied die Neue Mittelschule nur als einen Zwischenschritt zur Gesamtschule betrachtete, wurde das Projekt von ihren Gegnern als bloßes „Austauschen von Türschildern“ kritisiert.
Zum ersten Mal wurde unter Schmied flächendeckend erhoben, wie es um die Kenntnisse Zehn- bzw. 14-Jähriger in Österreich bestellt ist (Bildungsstandards). Dass die Neue Mittelschule nicht separat ausgewiesen wurde, sahen Kritiker als Indiz für ein Scheitern dieser Schulform.

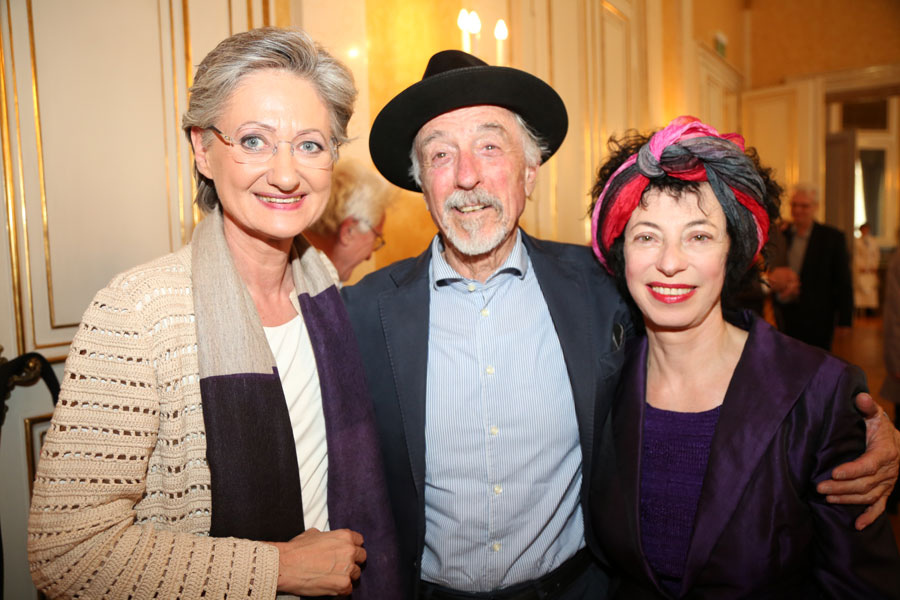
Claudia Schmied mit Arik Brauer und Helene Maimann (2013)

Nach Verlusten für die SPÖ bei der Nationalratswahl 2013 gab sie am 30. September 2013 ihren Rückzug aus der Politik bekannt. Als Begründung gab sie an, dass sie mit einer „großen Grandezza“ aussteigen wolle und berufliche Angebote erhalten habe, die zu prüfen wären, auch wolle sie ihrer Familie und ihrem Freundeskreis mehr Aufmerksamkeit widmen. Die Regierung, der Schmied angehörte, wurde am 16. Dezember 2013 von der Bundesregierung Faymann II abgelöst. Die abgetretene Ministerin wurde vom Rechnungshof bei einer intensiven Überprüfung der Bundestheaterholding einer vernichtenden Kritik unterzogen.
Seit ihrem Ausstieg aus der Politik hält Schmied unter anderem Vorlesungen zum Bildungsmanagement an österreichischen Universitäten ab.

## Auszeichnungen (Auszug)
- Großes Goldenes Ehrenzeichen am Bande für Verdienste um die Republik Österreich (2010)[6]
- Großer Verdienstorden des Landes Südtirol (2013)